# Nyctiophylax basispinosus
Nyctiophylax basispinosus là một loài Trichoptera trong họ Polycentropodidae. Chúng phân bố ở miền Australasia.